# Ferrières (Oise)
Ferrières is een gemeente in het Franse departement Oise (regio Hauts-de-France) en telt 433 inwoners (1999). De plaats maakt deel uit van het arrondissement Clermont.

## Geografie
De oppervlakte van Ferrières bedraagt 4,8 km², de bevolkingsdichtheid is 90,2 inwoners per km².
De onderstaande kaart toont de ligging van Ferrières (Oise) met de belangrijkste infrastructuur en aangrenzende gemeenten.

## Demografie
Onderstaande figuur toont het verloop van het inwonertal (bron: INSEE-tellingen).